# Pougy
Pougy est une commune française, située dans le département de l'Aube en région Grand Est.

## Géographie
| Avant-lès-Ramerupt | Verricourt  | Magnicourt      |
| Longsols           | Pougy       |                 |
|                    | Val-d'Auzon | Molins-sur-Aube |

La commune de Pougy est située dans le département de l'Aube, à une trentaine de kilomètres au nord-est de Troyes.
Elle est traversée par l'Auzon, un affluent de l'Aube, et par le Longsols.
Une ancienne voie romaine, venant de Dampierre et passant dans le voisinage de la Tombelle d'Aulnay, traverse la commune du nord au sud, à l'ouest du village, en direction de Luyères.
Écarts : Moulin-Brunet, sur le ruisseau Longsols, qui existait déjà aux XVIIe et XVIIIe siècles et qui figure sur la carte de Cassini.
700 m au sud de l'église existait un moulin à vent appelé moulin de Bel-Air, démoli vers 1850.
Entre la Grande Rue et l'Auzon existait un étang qui n'était séparé de cette rivière que par une levée de terre et venait aboutir au château. Il a été asséché et converti en un pré nommé Pré-de-l'Étang.

### Hydrographie
La commune est dans la région hydrographique « la Seine de sa source au confluent de l'Oise (exclu) » au sein du bassin Seine-Normandie. Elle est drainée par l'Auzon, l'Auzon et le Longsols,.
L'Auzon, d'une longueur de 40 km, prend sa source dans la commune de Piney et se jette  dans l'Aube à Morembert, après avoir traversé neuf communes.

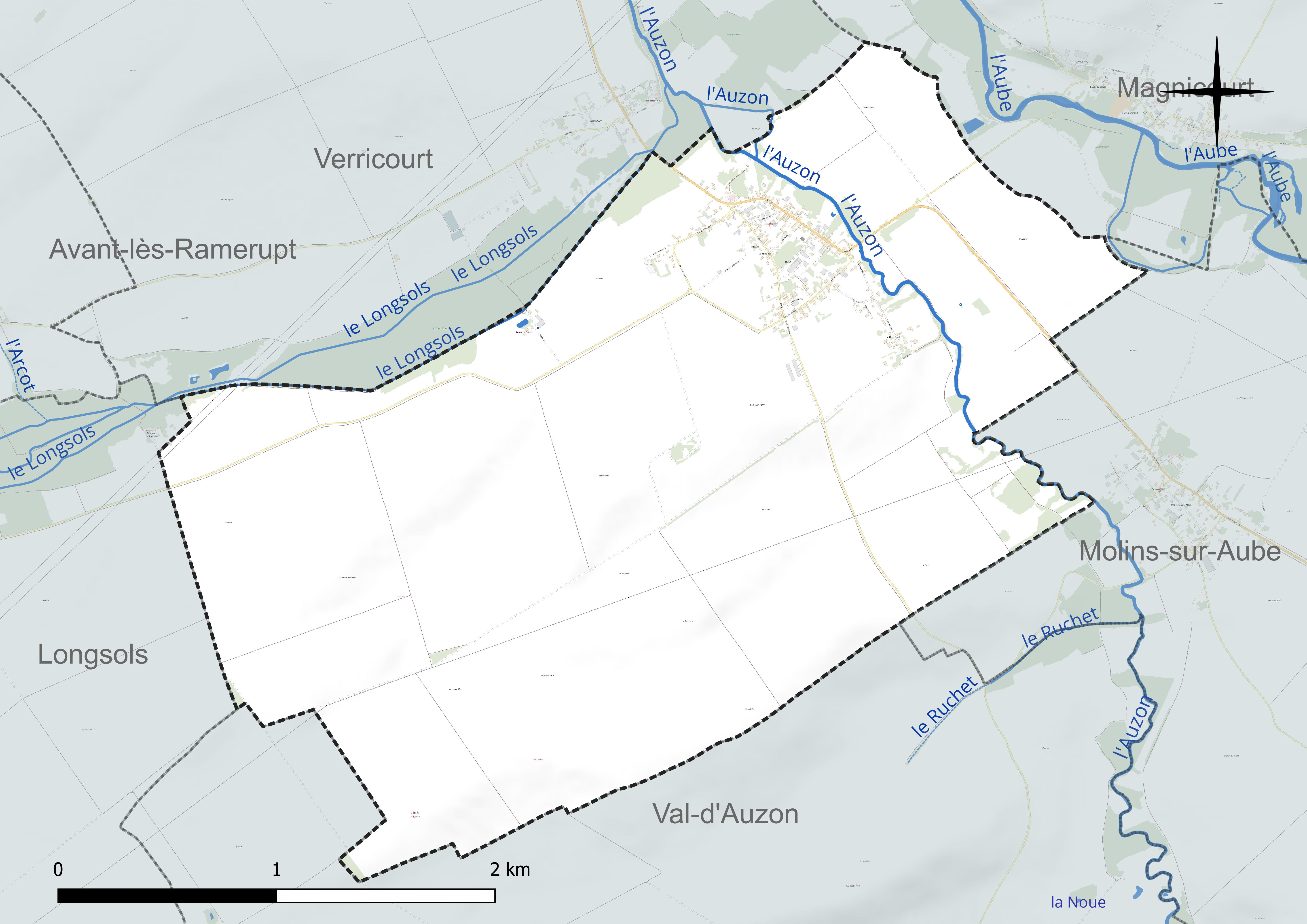
Réseau hydrographique de Pougy.

### Climat
Pour des articles plus généraux, voir Climat du Grand Est et Climat de l'Aube.
En 2010, le climat de la commune est de type climat océanique dégradé des plaines du Centre et du Nord, selon une étude du Centre national de la recherche scientifique s'appuyant sur une série de données couvrant la période 1971-2000. En 2020, Météo-France publie une typologie des climats de la France métropolitaine dans laquelle la commune est exposée à un climat océanique altéré et est dans une zone de transition entre les régions climatiques « Nord-est du bassin Parisien » et « Lorraine, plateau de Langres, Morvan ».
Pour la période 1971-2000, la température annuelle moyenne est de 10,6 °C, avec une amplitude thermique annuelle de 16,1 °C. Le cumul annuel moyen de précipitations est de 730 mm, avec 12,2 jours de précipitations en janvier et 8,2 jours en juillet. Pour la période 1991-2020, la température moyenne annuelle observée sur la station météorologique de Météo-France la plus proche, « Mathaux-Étape », sur la commune de Mathaux à 12 km à vol d'oiseau, est de 11,5 °C et le cumul annuel moyen de précipitations est de 733,9 mm. 
La température maximale relevée sur cette station est de 41,5 °C, atteinte le 25 juillet 2019 ; la température minimale est de −18 °C, atteinte le 2 janvier 1997,,.
Les paramètres climatiques de la commune ont été estimés pour le milieu du siècle (2041-2070) selon différents scénarios d'émission de gaz à effet de serre à partir des nouvelles projections climatiques de référence DRIAS-2020. Ils sont consultables sur un site dédié publié par Météo-France en novembre 2022.

## Urbanisme

### Typologie
Au 1er janvier 2024, Pougy est catégorisée commune rurale à habitat dispersé, selon la nouvelle grille communale de densité à 7 niveaux définie par l'Insee en 2022.
Elle est située hors unité urbaine. Par ailleurs la commune fait partie de l'aire d'attraction de Troyes, dont elle est une commune de la couronne,. Cette aire, qui regroupe 209 communes, est catégorisée dans les aires de 200 000 à moins de 700 000 habitants,.

### Occupation des sols
L'occupation des sols de la commune, telle qu'elle ressort de la base de données européenne d’occupation biophysique des sols Corine Land Cover (CLC), est marquée par l'importance des territoires agricoles (94,9 % en 2018), une proportion sensiblement équivalente à celle de 1990 (95,4 %). La répartition détaillée en 2018 est la suivante : 
terres arables (87,2 %), zones agricoles hétérogènes (7,7 %), zones urbanisées (4 %), forêts (1,2 %). L'évolution de l’occupation des sols de la commune et de ses infrastructures peut être observée sur les différentes représentations cartographiques du territoire : la carte de Cassini (XVIIIe siècle), la carte d'état-major (1820-1866) et les cartes ou photos aériennes de l'IGN pour la période actuelle (1950 à aujourd'hui).

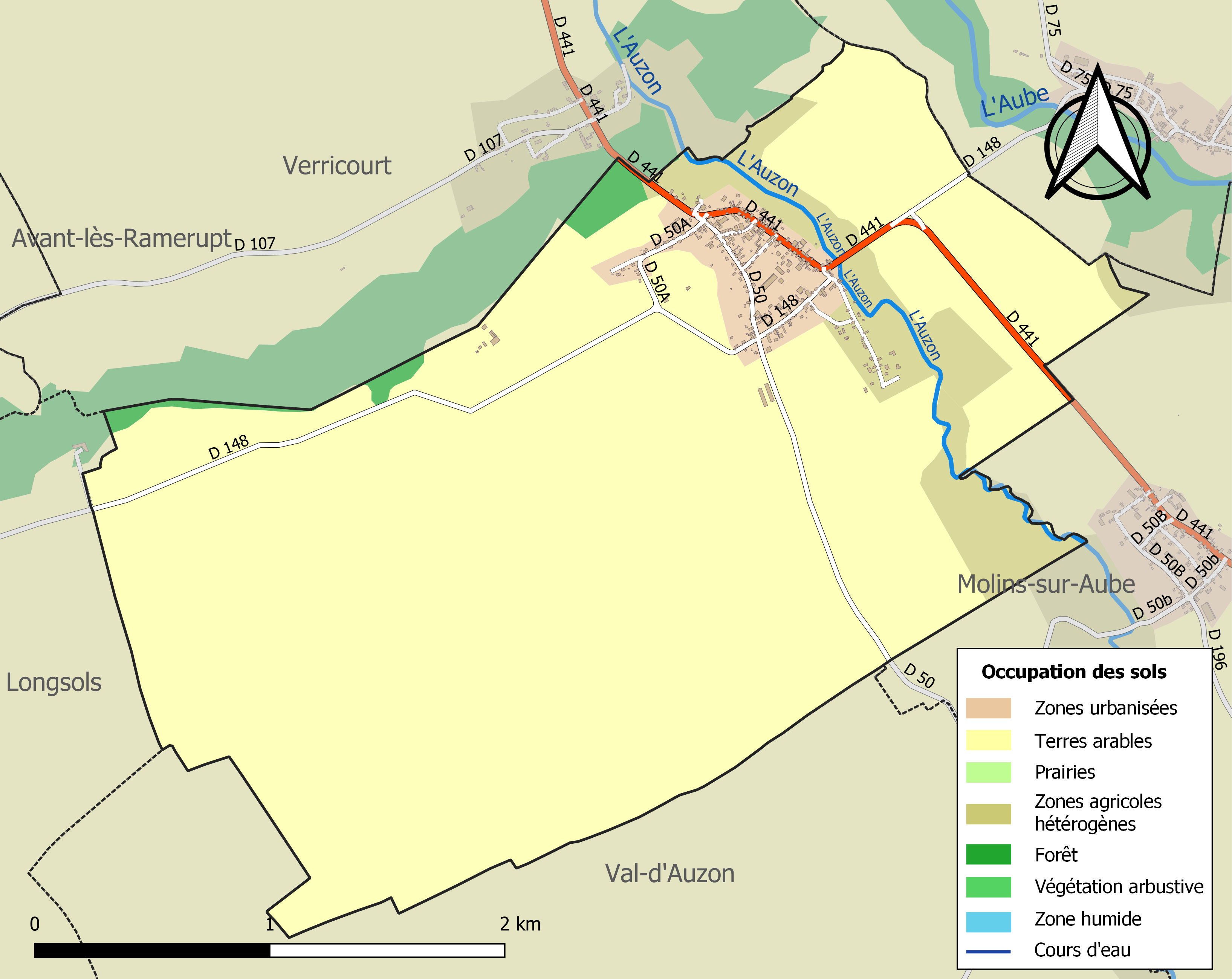
Carte des infrastructures et de l'occupation des sols de la commune en 2018 (CLC).

## Politique et administration
| Période                                  | Période  | Identité             | Étiquette | Qualité      |
| ---------------------------------------- | -------- | -------------------- | --------- | ------------ |
| mars 2001                                | 2008     | Mme Michelle Gilblas |           |              |
| mai 2008                                 | En cours | M. Didier Poncelet   | DVD       | Contremaître |
| Les données manquantes sont à compléter. |          |                      |           |              |

## Démographie
L'évolution du nombre d'habitants est connue à travers les recensements de la population effectués dans la commune depuis 1793. Pour les communes de moins de 10 000 habitants, une enquête de recensement portant sur toute la population est réalisée tous les cinq ans, les populations de référence des années intermédiaires étant quant à elles estimées par interpolation ou extrapolation. Pour la commune, le premier recensement exhaustif entrant dans le cadre du nouveau dispositif a été réalisé en 2007.

En 2022, la commune comptait 266 habitants, en évolution de −8,9 % par rapport à 2016 (Aube : +0,7 %, France hors Mayotte : +2,11 %).
| 1793 | 1800 | 1806 | 1821 | 1831 | 1836 | 1841 | 1846 | 1851 |
| ---- | ---- | ---- | ---- | ---- | ---- | ---- | ---- | ---- |
| 549  | 578  | 507  | 593  | 632  | 636  | 605  | 590  | 570  |

| 1856 | 1861 | 1866 | 1872 | 1876 | 1881 | 1886 | 1891 | 1896 |
| ---- | ---- | ---- | ---- | ---- | ---- | ---- | ---- | ---- |
| 574  | 567  | 550  | 538  | 558  | 535  | 513  | 517  | 485  |

| 1901 | 1906 | 1911 | 1921 | 1926 | 1931 | 1936 | 1946 | 1954 |
| ---- | ---- | ---- | ---- | ---- | ---- | ---- | ---- | ---- |
| 475  | 467  | 431  | 415  | 354  | 321  | 305  | 297  | 286  |

| 1962 | 1968 | 1975 | 1982 | 1990 | 1999 | 2006 | 2007 | 2012 |
| ---- | ---- | ---- | ---- | ---- | ---- | ---- | ---- | ---- |
| 278  | 261  | 238  | 242  | 213  | 245  | 269  | 272  | 288  |

| 2017 | 2022 | - | - | - | - | - | - | - |
| ---- | ---- | - | - | - | - | - | - | - |
| 290  | 266  | - | - | - | - | - | - | - |

## Lieux et monuments
- Église Saint-Nicolas :

Placée dans la basse-cour de l'ancien château de Pougy, elle est considérée comme étant l'ancienne chapelle castrale. Ancienne collégiale, maintenant uniquement paroissiale. Abside, nef et partie du transept du XIIe siècle mais remaniés au XVe, le reste est des XIVe et XVIe siècles.
- Ancien château de Pougy :

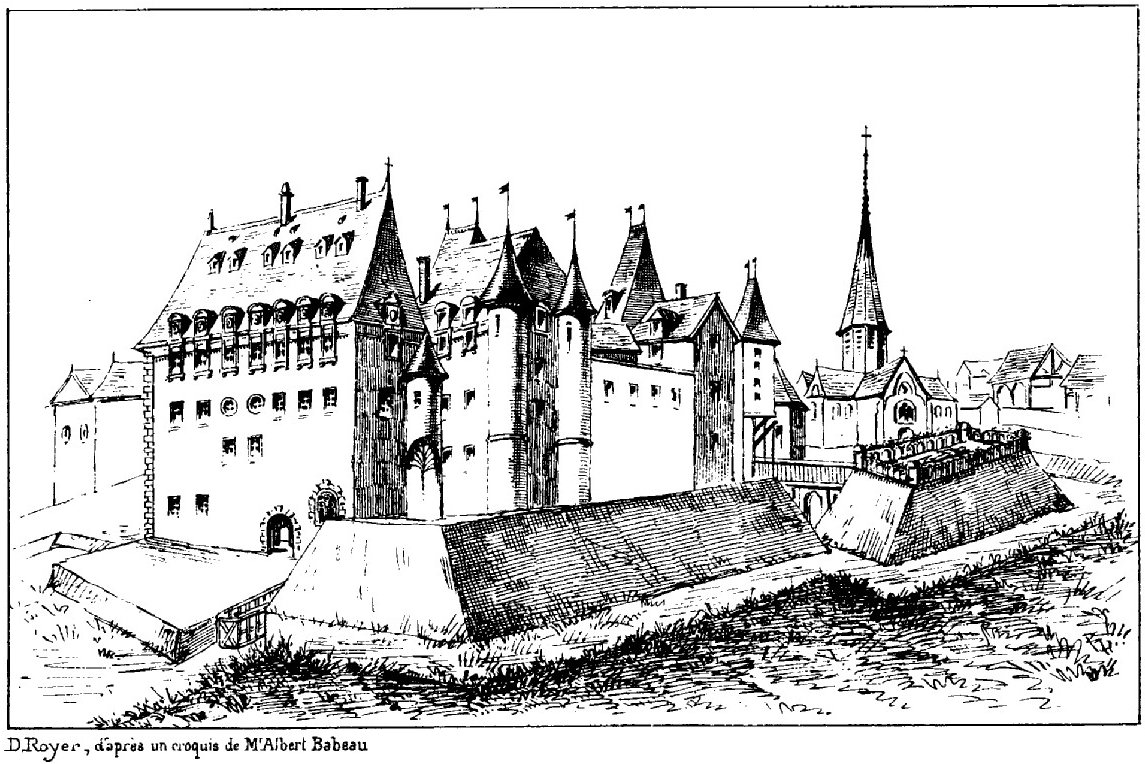
Ancien château de Pougy, aujourd'hui détruit.

Importante demeure féodale, il a été plusieurs fois remanié au cours des siècles. Situé à l'entrée du village du côté de Verricourt, au nord de la route et à l'est de l'église. Un donjon s'est autrefois élevé sur une motte castrale appelée Tertre-du-Guet. Une double enceinte de fossés entourait le château. L'une entourait le château et la basse-cour, alors que l'autre protégeait le château. Ces fossés étaient alimentés en eau par un ancien étang, aujourd'hui converti en pré sur les bords de l'Auzon. Le château était bordé d'une ancienne héronnière, afin de satisfaire le goût des seigneurs de Pougy pour la chasse au faucon, sans doute ramenée d'Asie comme pour nombre de Croisés. Cette héronnière semble avoir été transformée au début du XVIIIe siècle par un parc avec verger, plantations et labyrinthe.

## Transports
Le train Scotte, moyen de transport fonctionnant à la vapeur imaginé par le constructeur Joanny Scotte à la fin du XIXe siècle, desservait Pougy (Arcis - Pougy - Lesmont - Brienne). Il s'agissait d'une sorte de tramway sans rails, comprenant plusieurs voitures raccordées les unes aux autres, dont la première était occupée par le moteur à vapeur. Conçu notamment pour les zones rurales, d'abord comme transport de marchandises, il a été utilisé comme transport en commun à plusieurs occasions.
L'expérience du train Scotte n'a cependant pas eu le succès escompté, car la vapeur était de moins en moins prisée face au moteur à explosion. Il fut remplacé au début du XXe siècle par deux voitures hippomobiles, l’une venant d’Arcis et l’autre venant de Brienne. Ensuite, un transport automobile voit le jour (Arcis – Pougy) suivi des lignes interurbaines d’autocars qui connurent un essor après la guerre de 14-18

## Personnalités liées à la commune
- Eudes de Pougy, connétable de Champagne de 1152 à 1169.
- Gérard de Pougy, Maréchal et chambellan de Jérusalem vers 1169.
- Manassès II de Pougy, évêque de Troyes de 1181 à 1190.
- Ode de Pougy, abbesse de l'abbaye Notre-Dame-aux-Nonnains de 1264 à 1272.
- Nicolas Lignier, homme politique.
- Octave Lignier, botaniste.
- Georges Hérelle, traducteur.